# آردل (ویرجینیای غربی)
آردل (به انگلیسی: Ardel) یک منطقهٔ مسکونی در ایالات متحده آمریکا است که در شهرستان وین، ویرجینیای غربی واقع شده است. آردل ۷۳۸ متر بالاتر از سطح دریا واقع شده است.